# Eligio Insfrán
Eligio Antonio Insfrán Orué (né le 27 octobre 1935 au Paraguay) est un joueur de football international paraguayen qui évoluait au poste d'attaquant.

## Biographie
Il est le frère jumeau d' Eliseo Insfrán, lui aussi ancien joueur de football et international Paraguayen.

### Carrière en sélection
Avec l'équipe du Paraguay, il joue 14 matchs (pour un but inscrit) entre 1955 et 1963[réf. nécessaire]. 
Il participe avec l'équipe du Paraguay au championnat sud-américain de 1959 en Argentine, puis au championnat sud-américain de 1959 en Équateur.
Il figure dans le groupe des sélectionnés lors de la Coupe du monde de 1958, sans toutefois jouer de matchs lors de cette compétition.